# Carequinha
George Savalla Gomes (Rio Bonito, 18 de julio de 1915 — São Gonçalo, 5 de abril de 2006), más conocido por su nombre artístico Carequinha (literalmente Peladito o Calvito), fue un actor y artista circense brasileño, considerado uno de los más grandes y famosos payasos de Brasil.

## Biografía
Carequinha nació en una familia de cirqueros en la ciudad de Rio Bonito, en el interior del estado de Río de Janeiro. Sus padres eran los trapecistas Elisa Savalla, perteneciente a la segunda generación de la familia Savalla, de origen peruano, y Lázaro Gomes. Nació literalmente en el circo, ya que su madre estaba embarazada y actuaba en el trapecio cuando se puso de parto en plena pista.
Cuando tenía dos años, su padre murió y su madre se casó con Ozório Portilho, quien regaló al niño una peluca, maquillaje y la misión de ser el payaso Carequinha, cuando tenía cinco años. Su primera actuación tuvo lugar en Carangola, ciudad del interior del estado de Minas Gerais. A los doce años era el payaso oficial del "Circo Ocidental", que pertenecía a su padrastro.
En 1938 debutó como cantante en Rádio Mayrink Veiga, en Río de Janeiro, en el programa "Picolino". Hizo historia en la televisión brasileña por ser el primer payaso en tener un espectáculo, "Circo Bombril", más tarde rebautizado como "Circo do Carequinha", programa que condujo durante dieciséis años en TV Tupi, en las décadas de 1950 y 1960.
Todavía en la década de 1960, un domingo, Carequinha hizo un programa en TV Piratiní, en Porto Alegre, cuyo productor se le acercó diciendo "los gauchos conocen a Carequinha por el programa carioca emitido en la red. Pero quieren que vivas aquí, en Río Grande del Sur. Queremos hacer tus programas todos los domingos". Carequinha se puso entonces en contacto con un empresario llamado Nelson y después del final de cada programa dominical, a las 16 horas, salía para las más diversas ciudades de Río Grande del Sur, como Caxias do Sul, São Leopoldo, Uruguayana e incluso Rivera, en Uruguay, para presentar su circo, hasta el martes cuando volvía a Río de Janeiro para presentar su programa en TV Tupi los jueves. Los sábados, presentaba su circo en TV Curitiba.
Carequinha también apareció en TV Gaúcha, que fue el embrión del Rede Brasil Sul de Comunicações (RBS), y en TV Difusora, que fue pionera en la retransmisión en directo de un evento nacional en color, la Fiesta de la Uva en 1972, anunciando los dibujos animados, además de presentar el programa americano "O Circo" los sábados por la tarde. 
En la década de 1980 presentó un programa infantil llamado "Circo Alegre", en TV Manchete, con la ayuda de su ayudante Paulinha y de profesores de la Escuela de Danza Sininho de Ouro, en Niterói. Grabó un programa de ocho horas durante toda una semana, con la empresaria Marlene Mattos como asesora. Después de dos años y medio, Carequinha dejó el programa, pero aspectos clave del espectáculo fueron incorporados por Xuxa, en el programa "Clube da Criança", en el que hizo varias apariciones."Yo inventé esos juegos con los niños, tan comunes hoy en día en los programas infantiles.Les hacía dar volteretas, girar el hula-hula, ponerse los zapatos, ponerse primero la chaqueta, jugar con manzanas y pinchar pelotas", contaba el payaso. Al mismo tiempo, Carequinha también participó en algunos programas de Programa do Bozo (SBT), TV Criança y Clube do Bolinha, ambos en Band
En Globo participó en los programas Os Trapalhões, Cassino do Chacrinha, Escolinha do Professor Raimundo y en la telenovela As Três Marias.
Su último papel en televisión fue con Rede Globo, en la miniserie de 2005 Hoje é dia de Maria.

## Fallecimiento
George Savalla Gomes falleció a la edad de 90 años el 5 de abril de 2006 en su domicilio de la ciudad de São Gonçalo, en el estado de Rio de Janeiro. En la madrugada se quejó de falta de aire y dolores en el pecho y murió antes de recibir atención médica. Fue enterrado al día siguiente en el cementerio de São Miguel de la misma ciudad.